# Nagada papua
Nagada papua is een vlokreeftensoort uit de familie van de Uristidae. De wetenschappelijke naam van de soort is voor het eerst geldig gepubliceerd in 1995 door Lowry & Stoddart.